# Ренато Де Санцуане
Ренато Де Санцуане (італ. Renato De Sanzuane, 5 березня 1925 — 23 червня 1986) — італійський плавець і ватерполіст.
Бронзовий призер Олімпійських Ігор 1952 року.